# Les Yeux d'Elsa (chanson)
Pour le recueil de poèmes, voir Les Yeux d'Elsa.

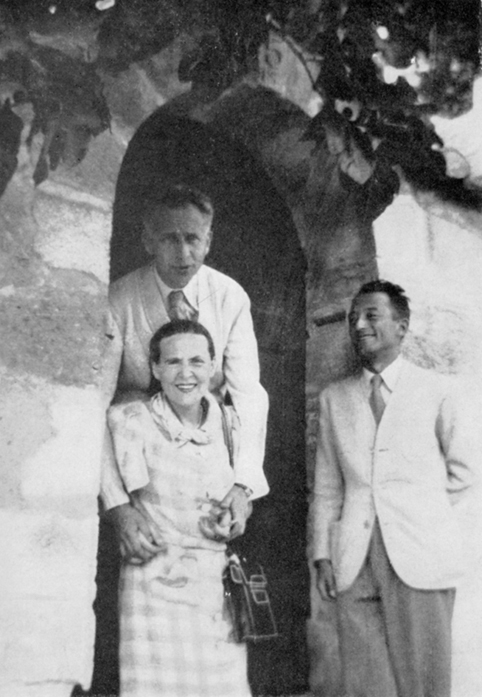
Louis Aragon et Elsa Triolet chez leur ami Pierre Seghers à Villeneuve-lès-Avignon en 1941.

Les Yeux d'Elsa est un poème de Louis Aragon mis en musique par Jean Ferrat et Maurice Vandair. Il est d'abord chanté par André Claveau, le premier à l'interpréter en 1956 ; Jean Ferrat enregistra le titre par la suite.

## Le poème
Les Yeux d'Elsa est le poème liminaire d'un recueil de vingt et un poèmes auquel il donne son titre. Publié en 1942 sous l'Occupation allemande, il rassemble des poèmes et écrits parus en revues entre juin 1941 et février 1942.

Les Yeux d'Elsa, poème et recueil inaugurent le cycle des « Elsa » qui va jusqu'à Il ne m'est Paris que d'Elsa en 1964 où s'épanouira cette veine créatrice, et Aragon en a confié sa philosophie : 

« Pour moi l'amour est la seule transcription, dans les limites, dans les dimensions de la vie humaine, de l'optimisme historique (...) Dans l'amour chacun préfère à soi-même l'autre (...) Tous les hommes qui ont rêvé le bonheur des hommes ont été amoureux »

— Entretien avec Hubert Juin 
Éloge d'Elsa Triolet, chant d'amour à la femme aimée et à la France, ce poème se compose de 10 quatrains en alexandrins en rimes « embrassées » : les alexandrins partageant un même son à la finale sont séparés par deux autres vers, les finales rimant ensembles (ABBA) L'anaphore exprimée par les « Yeux » constitue le poème ; objets d'une répétition superlative ces « Yeux » donnent à voir et à aimer. Le dernier alexandrin se clot sur une triple incantation, ou récurrence ternaire : « Les Yeux d'Elsa » (répétés trois fois)

## La chanson
Jean Ferrat a raconté comment il a mis en musique, le poème : « Un jour, je fredonnais un air que je venais de composer. Je suis allé dans ma bibliothèque chercher Les Yeux d'Elsa que j'avais lu quelques années auparavant, en me demandant s'il pouvait s'adapter au poème. Il se trouve que la mélodie cadrait parfaitement avec le texte d'Aragon. Je n'ai eu pratiquement rien à changer »,Puis il soumet la musique et les paroles à Maurice Vandair, compositeur de style musette, qui apparaitra comme co-compositeur sur les tablettes de la Sacem, prêtant son savoir-faire 
 

André Claveau, chanteur de charme de l'époque, enregistre le titre en 1956, avec le prestigieux orchestre de Wal-Berg. La chanson est remarquée, sans doute, parce que c'est la première « poésie » d'André Claveau Elle n'est pas un « tube » de l'aveu même de Ferrat qui dira plus tard, se souvenant de ses débuts, de sa bohème : 

« Ça n'a rien permis du tout. Cela faisait plaisir à ma mère et à moi quand on l'écoutait, parce que c'est un peu passé à la radio, mais moi je continuais à peiner (...) Quand je trouvais un cabaret pour m'engager sur la rive gauche, c'était important »

— Propos rapportés par Daniel Partchenko
En tous les cas, l'interprétation d'André Claveau permet au futur interprète de Que serais-je sans toi  de passer chanter, accompagné de sa guitare, à la télévision dans l'émission Bouquet de joie d'André Hugues le 3 décembre 1956 : Jean chante en plan américain, grattant sa guitare, devant un public plutôt âgé, des femmes pour la plupart Et c'est André Claveau qui revient plus tard chanter sa version devant les téléspectateurs dans une autre émission de variétés, L'École des vedettes présentée par Aimée Mortimer.
Jean Ferrat l'enregistre chez Decca en 1958, mais décide de ne pas la sortir, à cause de l'orchestration.  Il l'abandonne alors comme « un amour qui s'émousse ».
En 2002 il la réenregistre. Elle sort sur un double CD des chansons d'Aragon l'année suivante, et Ferrat chante Les Yeux d'Elsa dans l'émission Vivement dimanche sur France 2.

## Reprises
Gérard-André la reprend dans une adaptation croisée entre "les Yeux d'Elsa" et "C'est si peu dire que je t'aime" ; Alain Barrière en 1969 et Patrick Bruel et Mimie Mathy en 2013.

## Autre
- Frank Pourcel sort une composition des Yeux d'Elsa en 1955.
- Il existe un enregistrement des Yeux d'Elsa récité par Aragon.
- Les Yeux d'Elsa sont récités par Gilles-Claude Thiérault.